# Skirajaure
Skirajaure eller Skijrájávrrie är en sjö i Sorsele kommun i Lappland och ingår i Umeälvens huvudavrinningsområde. Sjön har en area på 0,33 kvadratkilometer och ligger 898,2 meter över havet. Skirajaure ligger i Vindelfjällen Natura 2000-område.

## Delavrinningsområde
Skirajaure ingår i det delavrinningsområde (730962-148350) som SMHI kallar för Mynnar i Tärnaåns vattendragsyta. Medelhöjden är 958 meter över havet och ytan är 60,81 kvadratkilometer. Det finns inga avrinningsområden uppströms utan avrinningsområdet är högsta punkten. Vuoppejukke som avvattnar avrinningsområdet har biflödesordning 3, vilket innebär att vattnet flödar genom totalt 3 vattendrag innan det når havet efter 398 kilometer. Avrinningsområdet består mestadels av kalfjäll (88 procent). Avrinningsområdet har 0,69 kvadratkilometer vattenytor vilket ger det en sjöprocent på 1,1 procent. Delavrinningsområdet täcks till 1,31 procent av glaciärer, med en yta av 0,7981 kvadratkilometer.